# 칫솔

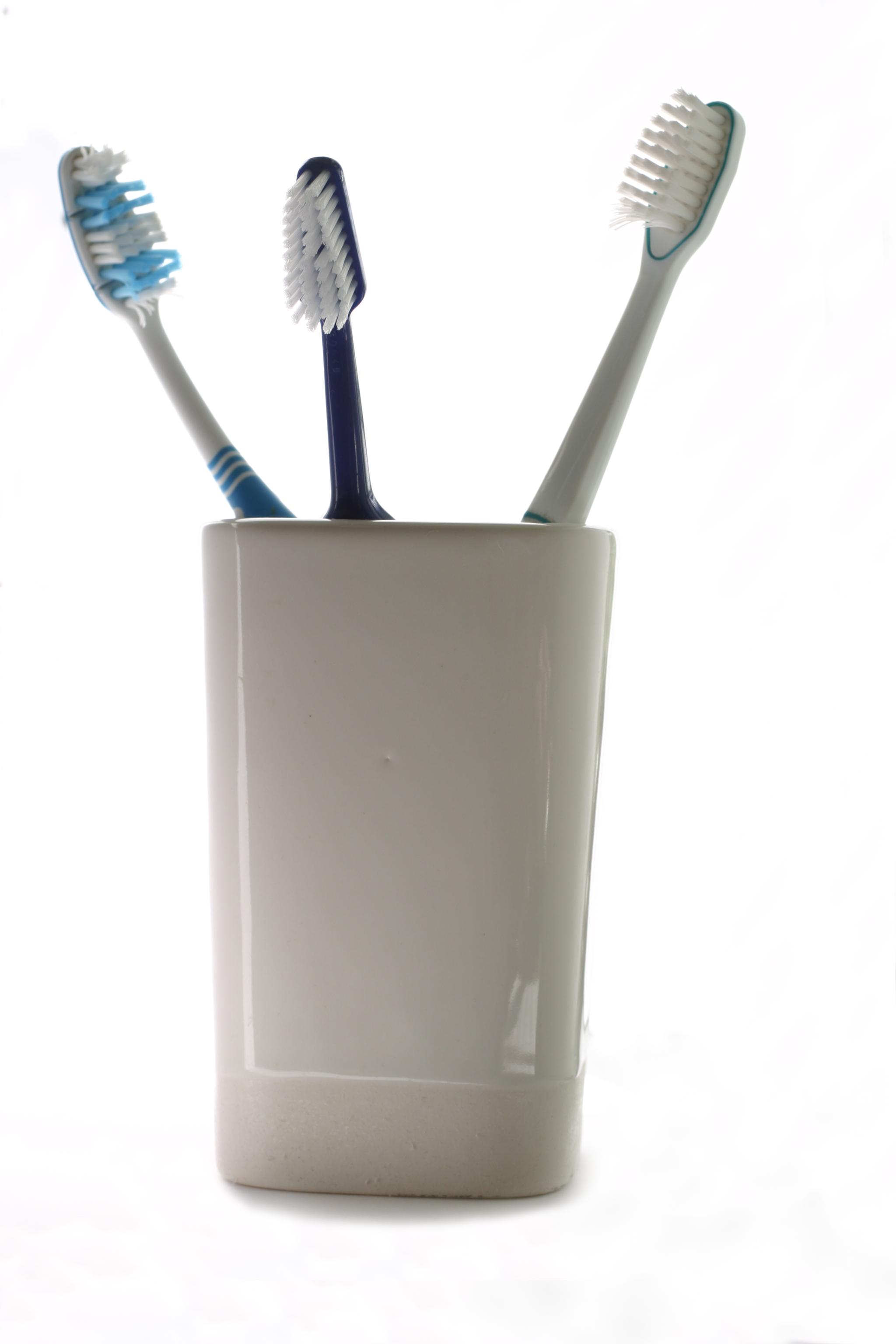
컵에 담긴 칫솔들.

칫솔(문화어: 치솔), 또는 잇솔은 칫솔을 잡기 위한 손잡이와 이를 닦을 작은 솔로 이루어져 있는 도구로, 솔 위에 치약을 묻혀 이와 잇몸을 깨끗하게 닦기 위해 사용한다. 효과를 높이기 위해 불소가 종종 포함되는 치약이 칫솔과 함께 사용된다. 솔은 질감과 크기, 모양이 다양하다. 너무 무른 솔을 사용할 경우 치아 표면의 치면세균막을 충분히 씻어낼 수 없기 때문에 솔은 충분한 강도를 지녀야 한다. 하지만 솔이 너무 뻣뻣하여 출혈 등을 야기할 경우, 부드러운 솔을 가진 칫솔로 교체할 것을 권장한다.

## 역사
칫솔이 발명되기 전에는 다양한 구강 위생법이 사용되었다. 씹는 막대(chew stick), 잔가지, 새 깃털, 짐승뼈, 호저의 가시가 발굴되면서 입증되었다.
현대의 것과 비슷한 최초의 뻣뻣한 칫솔은 중국에서 발견되었다. 당나라(619~907년) 시기에 사용된 것은 돈모로 이루어져 있었다.
당나라의 돈모 칫솔은 상인들에 의해 유럽으로 전파되었다. 멧돼지의 털이 너무 거칠어 부드러운 말 털이 대안으로 사용되기도 했다.
유럽에서는 잉글랜드의 윌리엄 애디스가 1780년 칫솔의 첫 대량 생산을 한 것으로 간주된다.

## 종류

### 치간 칫솔

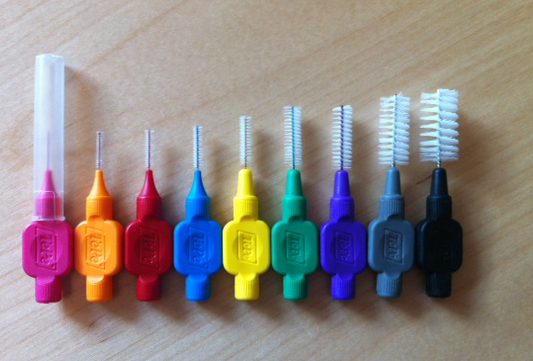
치간 칫솔

치간 칫솔은 크기가 작은 칫솔로서, 재사용 가능한 플라스틱 손잡이가 함께 있는 것이 보통이며 치아 사이를 깨끗하게 하는 것이 목적이다.
치간 칫솔의 크기는 ISO 16409에 표준화되어 있다.
| 솔 크기                 | 0     | 1       | 2       | 3       | 4       | 5       | 6       | 7       | 8     |
| 들어가는 구멍 지름 (mm) | ≤ 0.6 | 0.7–0.8 | 0.9–1.0 | 1.1–1.2 | 1.3–1.5 | 1.6–1.8 | 1.9–2.3 | 2.4–2.8 | ≥ 2.8 |

## 칫솔의 구비조건
김종배 등은 칫솔이 다음과 같은 요건을 만족시켜야 한다고 주장했다.
1. 구강 내에서 사용이 용이해야 한다.
2. 칫솔의 머리 부분이 치아의 모든 면에 닿을 수 있어야 한다.
3. 깨끗해야 한다.
4. 칫솔의 솔이 충분히 가늘어야 한다.
5. 칫솔의 솔이 충분한 강도를 가져야 한다.
6. 내구성이 있어야 한다.
7. 외관이 적절해야 한다.
8. 가격이 적절해야 한다.

## 같이 보기
- 치약
- 전동 칫솔